# Critics’ Choice Movie Award/Beste Regie
Seit 1996 wird bei den BFCA der beste Regisseur des vergangenen Filmjahres geehrt.

## Preisträger
| Jahr        | Preisträger                   | Film                                        |
| ----------- | ----------------------------- | ------------------------------------------- |
| 1996        | Mel Gibson                    | Braveheart                                  |
| 1997        | Anthony Minghella             | Der englische Patient                       |
| 1998        | James Cameron                 | Titanic                                     |
| 1999        | Steven Spielberg              | Der Soldat James Ryan                       |
| 2000        | Sam Mendes                    | American Beauty                             |
| 2001        | Steven Soderbergh             | Traffic und Erin Brockovich                 |
| 2002        | Ron Howard                    | A Beautiful Mind – Genie und Wahnsinn       |
| 2002        | Baz Luhrmann                  | Moulin Rouge                                |
| 2003        | Steven Spielberg              | Catch Me If You Can und Minority Report     |
| 2004        | Peter Jackson                 | Der Herr der Ringe: Die Rückkehr des Königs |
| 2005        | Martin Scorsese               | Aviator                                     |
| 2006        | Ang Lee                       | Brokeback Mountain                          |
| 2007        | Martin Scorsese               | Departed – Unter Feinden                    |
| 2008        | Ethan und Joel Coen           | No Country for Old Men                      |
| 2009        | Danny Boyle                   | Slumdog Millionär                           |
| 2010        | Kathryn Bigelow               | Tödliches Kommando – The Hurt Locker        |
| 2011        | David Fincher                 | The Social Network                          |
| 2012        | Michel Hazanavicius           | The Artist                                  |
| 2013        | Ben Affleck                   | Argo                                        |
| 2014        | Alfonso Cuarón                | Gravity                                     |
| 2015        | Richard Linklater             | Boyhood                                     |
| 2016 (Jan.) | George Miller                 | Mad Max: Fury Road                          |
| 2016 (Dez.) | Damien Chazelle               | La La Land                                  |
| 2018        | Guillermo del Toro            | Shape of Water – Das Flüstern des Wassers   |
| 2019        | Alfonso Cuarón                | Roma                                        |
| 2020        | Bong Joon-ho                  | Parasite                                    |
| 2020        | Sam Mendes                    | 1917                                        |
| 2021        | Chloe Zhao                    | Nomadland                                   |
| 2022        | Jane Campion                  | The Power of the Dog                        |
| 2023        | Daniel Kwan, Daniel Scheinert | Everything Everywhere All at Once           |
| 2024        | Christopher Nolan             | Oppenheimer                                 |
| 2025        | Jon M. Chu                    | Wicked                                      |